# Lonchophylla handleyi
Lonchophylla handleyi — вид родини листконосові (Phyllostomidae), ссавець ряду лиликоподібні (Vespertilioniformes, seu Chiroptera).

## Середовище проживання
Вид зі східного Еквадору й північно-східного Перу. Знаходиться в зрілому і вторинному тропічному лісі.

## Життя
Харчується нектаром, комахами, і, ймовірно, фруктами і пилком. Лаштує сідала невеликими групами в печерах. 